# کویبیل

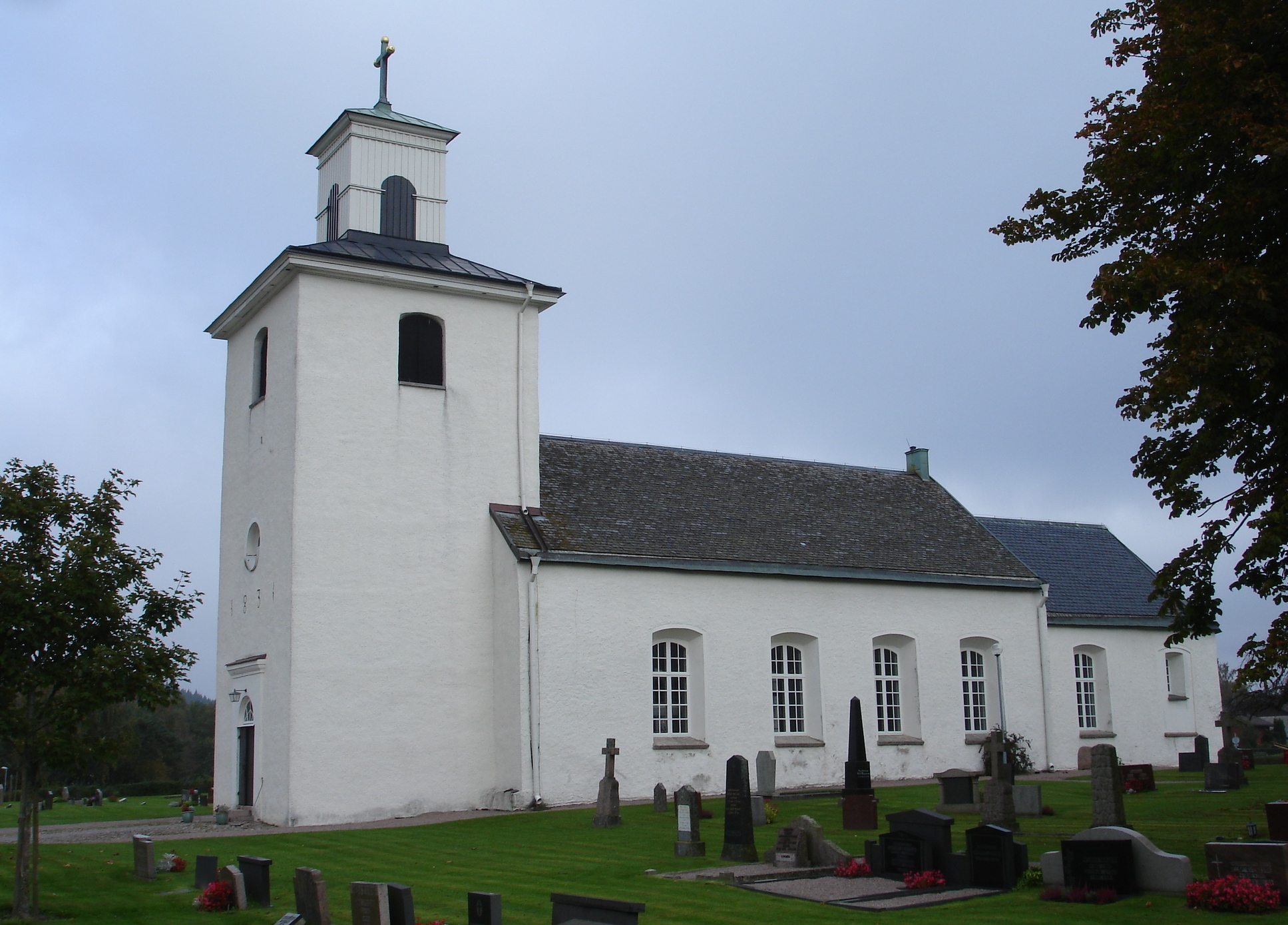
منطقه مسکونی در سوئد

کویبیل (به سوئدی: Kvibille) یک سکونتگاه مسکونی در سوئد است که در شهر هالمستاد واقع شده‌است.

## خصوصیات
کویبیل ۰٫۸۶ کیلومترمربع مساحت و ۹۲۵ نفر جمعیت دارد.